# Draudtia leucorena
Draudtia leucorena är en fjärilsart som beskrevs av Smith 1900. Draudtia leucorena ingår i släktet Draudtia och familjen nattflyn. Inga underarter finns listade i Catalogue of Life.